# José de Mera

Imposición de la casulla a san Ildefonso, catedral de Coria

José de Mera (Villanueva de la Serena, Badajoz, 1672-¿Sevilla, 1734?) fue pintor barroco español. 

## Biografía
Nacido el 14 de agosto de 1672, fue bautizado el 29 del mismo mes en la parroquia de Nuestra Señora de la Asunción de Villanueva de la Serena en Extremadura. Según Ceán Bermúdez se trasladó a Sevilla para estudiar con Bernabé de Ayala y pintó para particulares «con buena masa y gusto de color, pero con sobrada manera y no mucha corrección». Aunque existen dificultades cronológicas para aceptar la formación al lado de Ayala, se le documenta en Sevilla al menos en 1700 y 1702, cuando recibió a un aprendiz en su casa. Con todo, es en Extremadura donde se localizan las escasas obras conservadas. Careciendo de noticias documentales, es Ceán quien proporciona la fecha y lugar de fallecimiento.
De 1720 a 1725 podría haber trabajado en Don Benito, donde era suyo el Santiago Apóstol que figuraba en el retablo mayor de la iglesia parroquial de su advocación, incendiado en 1936, al comienzo de la Guerra Civil Española. En 1727 firmó y fechó un San Francisco de Borja en oración ante un altar con una talla de la Virgen y gloria de ángeles con la Trinidad, conservado en la Institución Cultural el Brocense de la Diputación de Cáceres, procedente del Colegio de la Compañía de Plasencia. De igual modo firmada es una Imposición de la casulla a San Ildefonso, fechada en 1732, en un altar a los pies de la nave de la catedral de Coria, obras ambas resueltas con buen oficio y escasa creatividad. Completan la producción conocida una Sagrada Familia con san Joaquín y santa Ana en la parroquia de San Martín de Trujillo, firmado y fechado en 1724, y la Visión del cadáver de la reina Isabel por san Francisco de Borja, óleo de gran formato y movidas figuras fechado en 1723 que guarda la ermita de Nuestra Señora de la Salud de Plasencia.